# Kriegerdenkmal (Brières-les-Scellés)

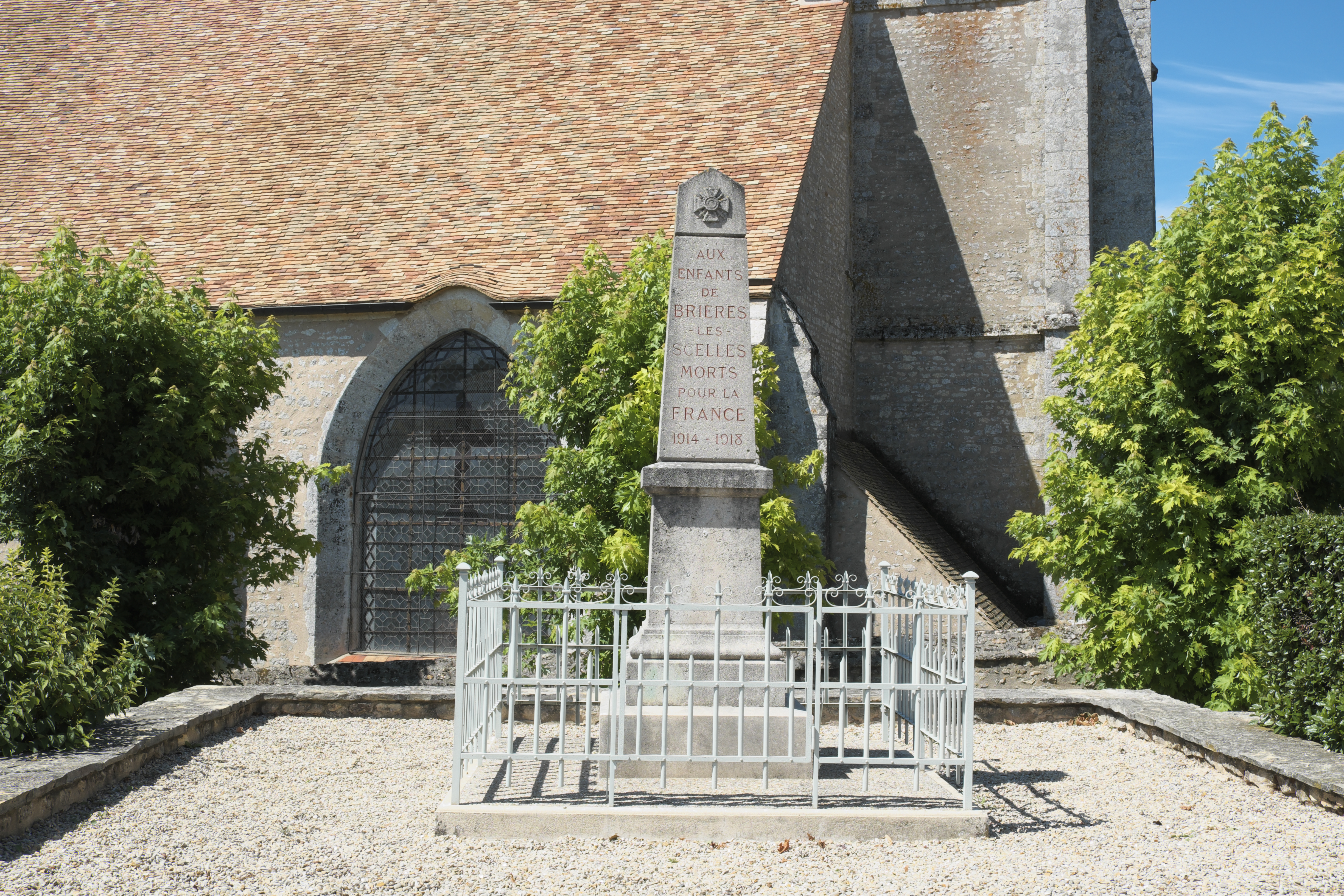
Kriegerdenkmal in Brières-les-Scellés, im Hintergrund die Kirche Saint-Quentin

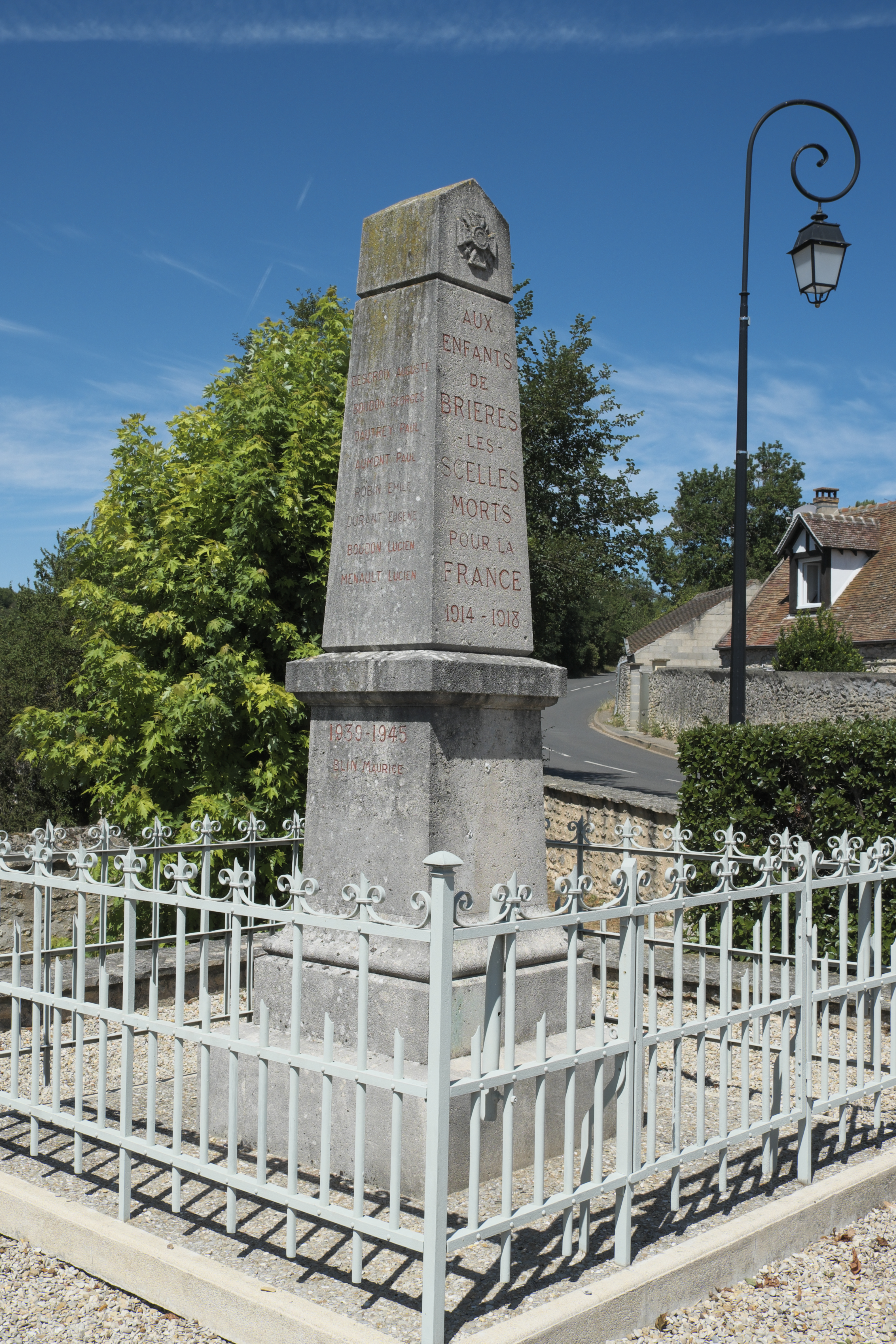
Seitlich die Namen der im Ersten und Zweiten Weltkrieg Getöteten

Das Kriegerdenkmal in Brières-les-Scellés, einer französischen Gemeinde im Département Essonne in der Region Île-de-France, wurde um 1920 errichtet. Das Kriegerdenkmal, neben der Kirche Saint-Quentin gelegen, erinnert an die Militärangehörigen aus Brières-les-Scellés, die im Ersten und Zweiten Weltkrieg getötet wurden. 
Um das Kriegerdenkmal ist eine eiserne Umzäunung angebracht.